# Omarska
Omarska (v srbské cyrilici Омарска) je město v severní části Bosny a Hercegoviny, nedaleko Prijedoru, jehož je administrativně i součástí. Žije zde 3 230 obyvatel.
Obec se rozvinula díky blízkým dolům na železnou rudu a železničnímu spojení (prochází tudy tratě Omarska–Tomašica a Banja Luka–Novi Grad). Až do roku 1963 byla nezávislou obcí, která zahrnovala 12 okolních vesnic, od té doby je připojena k městu Prijedor. V roce 2020 podepsalo několik tisíc lidí petici na odtržení města od Prijedoru a zřízení nové opštiny.
Mezi místní významné stavby patří dva pravoslavné kostely (kostel sv. Lazara, kostel nanebevstoupení Páně).
Během války v Bosně a Hercegovině se zde nacházel nechvalně proslulý sběrný tábor.